# 2-je Plesy
2-je Plesy, także Wtoryje Plesy (ros. 2-е Плесы, Вторые Плесы) – wieś (ros. деревня, trb. dieriewnia) w zachodniej Rosji, w sielsowiecie gostomlanskim rejonu miedwieńskiego w obwodzie kurskim.

## Geografia
Miejscowość położona jest nad Lubaczem (lewy dopływ Rieuta w dorzeczu Sejmu), 2,5 km od centrum administracyjnego sielsowietu (1-ja Gostomla), 19 km na zachód od centrum administracyjnego rejonu (Miedwienka), 39,5 km na południowy zachód od Kurska, 18,5 km od drogi magistralnej (federalnego znaczenia) M2 «Krym».
Klimat
Miejscowość, jak i cały rejon, znajduje się w strefie klimatu kontynentalnego z łagodnym ciepłym latem i równomiernie rozłożonymi opadami rocznymi (Dfb w klasyfikacji klimatów Köppena).

## Demografia
W 2010 r. wieś zamieszkiwało 7 osób.